# جون روبرت غريغ
جون روبرت غريغ (بالإنجليزية: John Robert Gregg)‏ هو مخترِع وصحفي أمريكي، ولد في 17 يونيو 1867 في مقاطعة موناغان في جمهورية أيرلندا، وتوفي في 23 فبراير 1948 في نيويورك في الولايات المتحدة بسبب مرض.

## وصلات خارجية
- جون روبرت غريغ على موقع الموسوعة البريطانية (الإنجليزية)